# 2201 Oljato
2201 Oljato è un asteroide near-Earth del diametro medio di circa 1,8 km. Scoperto nel 1947, presenta un'orbita caratterizzata da un semiasse maggiore pari a 2,1744602 au e da un'eccentricità di 0,7129528, inclinata di 2,52244° rispetto all'eclittica.
L'asteroide è dedicato alla località di Oljato-Monument Valley nello Utah.